# Sustainion Group
Sustainion Group, före februari 2021 Vindico Group,  är ett svenskt säkerhets- och teknologiföretag, med säte i Mölndals kommun. 
Företaget förvärvade i slutet av 2020 EHC Intressenter AB och Enviroclean Sweden AB. Koncernen bestod därmed 2021 av ett dotterbolag inom säkerhet och två dotterbolag inom miljöteknik. Företagets aktie är sedan 2011 noterat på Spotlight Stock Market.